# التهاب الدماغ الأميبي الحبيبي
التهاب الدماغ الأميبي الحبيبي، مرض نادر قاتل عادة، يصيب الجهاز العصبي المركزي، وتسببه أنواع مختلفة من الأميبات الحية، تتراوح شدته من تحت الحاد إلى المزمن.
الأميبا هي كائنات حية وحيدة الخلية تواجد بشكل شائع في المناطق الاستوائية، وتنتقل للبشر عن طريق العدوى الفموية البرازية. تتراوح الفترة الحضانة بين 1 – 4 أسابيع، وتكون العدوى في 90% من الحالات هضمية فقط، وقد تحدث الإصابة دون أي أعراض على الإطلاق.

## الأعراض والعلامات
يبدأ تطور التهاب الدماغ الأميبي الحبيبي ببطء، مع أعراض مثل الصداع والغثيان والدوخة والتهيج والحمى منخفضة الدرجة. يعتمد نوع وشدة أعراض الجهاز العصبي المركزي على الجزء المصاب من الدماغ. تعد التغييرات في السلوك علامة مهمة على الإصابة بهذا المرض. قد تشمل علامات الجهاز العصبي المركزي الأخرى: الصرع، والعلامات العصبية البؤرية، والشفع (رؤية مزدوجة)، وشلل الأعصاب القحفية، والرنح، والارتباك الذهني، وتغيرات نفسية وفكرية.
قد تحاكي بعض أعراض التهاب الدماغ الأميبي الحاد أعراض الورم الدبقي (خاصة الورم الدبقي الذي يحدث في جذع الدماغ) أو أمراض الدماغ الأخرى، ما يؤخر وضع التشخيص الدقيق في الوقت المناسب. تحدث الأعراض بسبب النخر الالتهابي في أنسجة الدماغ التي تنتج عن المركبات السامة التي تطلقها الأميبات الحية.

## التشخيص
قد يكون من الصعب على الأطباء تشخيص التهاب الدماغ الأميبي الحبيبي لأنه مرض نادر عمومًا. تكشف خزعة الدماغ عن وجود عدوى بالأميبا المسببة للمرض، ويظهر الفحص النسيجي التهاب معمم وحبيبات متفرقة وارتشاح الخلايا الدماغية بالأكياس الأميبية.

## العلاج

### الشوكميبا
ثبت أن الأدوية المضادة للفطريات مثل الكيتوكونازول والميكونازول و5 فلوسيتوزين والبنتاميدين فعالة ضد الأميبات من نوع شوكميبا في المختبر، رغم ذلك فالاستخدام السريري لهذه الأدوية في علاج الشوكميبا لم يحقق أي فوائد حقيقية.

### بلاموثيا
تؤدي إصابة الدماغ بالأميبات من نوع بلاموثيا لمعدل وفيات مرتفع جدًا، ومع ذلك فقد وردت تقارير عن بعض الناجين من هذا المرض، فقد نجا مريضان بعد علاجهما بنجاح بعلاج يتكون من فلوسيتوزين وبنتاميدين وفلوكونازول وسلفاديازين وأزيتروميسين. يعود الفضل في نجاح العلاج في هذه الحالات إلى الاكتشاف المبكر إلى أن البلاموثيا هي العامل المسبب لالتهاب الدماغ والبدء المبكر بالعلاج بالأدوية المناسبة.
جُرب علاج في إحدى الحالات يشمل كلوكساسيلين وسيفترياكسون وأمفوتريسين بي، لكن هذا البروتوكول العلاجي لم يثبت فعاليته.

## الإنذار
يعتبر التهاب الدماغ الأميبي الحاد مرضًا قاتلًا حتى مع العلاج، وهناك عدد قليل جدًا من الناجين المسجلين، وجميعهم تقريبًا يعانون من عجز دائم في الإدراك والوظائف العصبية. يتأثر الإنذار إلى حد كبير بوقت التشخيص، ونوع السلالة المسببة للمرض، والأهم من ذلك الحالة المناعية للشخص المصاب، ونظرًا لكونها عدوى انتهازية فإن الإنذار سيئ بشكل عام، إذ يقترب معدل الوفيات من 90%.